# Alexander Löhr
Alexander Löhr (Turnu-Severin, Rumania, 20 de mayo de 1885 - Belgrado, 26 de febrero de 1947) fue un comandante de la Fuerza Aérea Austriaca (Österreichische Luftstreitkräfte) durante los años 30 y, tras la «Unión Política de Alemania y Austria» (Anschluss), comandante de la Fuerza Aérea Alemana (Luftwaffe) durante la Segunda Guerra Mundial.
Löhr fue capturado por partisanos yugoslavos al final de la guerra en Europa. Fue juzgado y condenado por crímenes de guerra por el gobierno yugoslavo por las represalias contra los partisanos cometidas bajo su mando y el bombardeo de Belgrado en 1941. Fue ejecutado por un pelotón de fusilamiento el 26 de febrero de 1947 en Belgrado, Yugoslavia.

## Carrera militar

### Primera fase
El general Löhr, antiguo oficial del Ejército austrohúngaro, pertenecía a la Luftwaffe y mandaba en 1942-1943 todas las fuerzas alemanas en los Balcanes. En la invasión de Yugoslavia de abril de 1941, había mandado las unidades de la fuerza aérea alemana asignadas a la campaña, al mando de la 4.ª Flota Aérea, unión del XI Cuerpo Aéreo y del VIII Cuerpo Aéreo. El 27 de marzo de 1941, había recibido el refuerzo de once grupos de cazas y bombarderos y el 31 acercó sus unidades a la frontera yugoslava para tenerlas listas para la invasión del país, que comenzó con el bombardeo de Belgrado por sus unidades.
La captura de Creta también estuvo comandada por Löhr, aunque el plan de campaña lo realizó su subordinado el general Kurt Student. Fue su IV Flota la encargada de las operaciones aéreas de bombardeo y cobertura del desembarco en la isla.
Interesado por los Balcanes, era un oficial teóricamente alejado de la ideología nazi. Estaba convencido, sin embargo, de hallarse en una época en la que estaban desapareciendo las restricciones sobre el uso de la fuerza en la guerra. Löhr defendía la estrategia de concentración de fuerza en zonas delimitadas para aniquilar la insurgencia en la antigua Yugoslavia, y veía los combates como un enfrentamiento entre sociedades, no únicamente entre ejércitos, lo que le permitía, a su modo de ver, incluir a la población civil como objetivo de las operaciones militares.
Desde finales de 1942, incluyó a los chetniks dentro de sus objetivos militares.

### Final
El 8 de agosto de 1943, ante la inminente capitulación italiana, se creó un nuevo Alto Mando alemán para los Balcanes en Belgrado, al mando del mariscal de campo Maximilian von Weichs. Löhr, que hasta entonces había estado al mando de las tropas en la región desde su cuartel general en Salónica, quedó reducido a las operaciones en Grecia. En marzo de 1945, sin embargo, sucedió a von Weichs como comandante de los Balcanes, aunque para esa fecha los alemanes ya solo controlaban una pequeña parte de la pensínsula balcánica.
Durante su retirada de los Balcanes, y con el Grupo de Ejércitos E cercado por los partisanos yugoslavos, Löhr se vio obligado a firmar la rendición incondicional de las fuerzas bajo su mando cerca de Velenje, Eslovenia, el miércoles 9 de mayo de 1945. Desde el 15 de mayo hasta su juicio estuvo preso en Belgrado, donde fue juzgado por un tribunal militar y fusilado el 26 de febrero de 1947 por su actuación como comandante de las fuerzas aéreas alemanas que bombardearon Belgrado en 1941.